# WSOF 12
WSOF 12: Palomino vs. Gonzalez foi um evento de artes marciais mistas promovido pelo World Series of Fighting, ocorrido em 9 de agosto de 2014 no Hard Rock Hotel and Casino em Las Vegas, Nevada.

## Background
O evento era esperado para ocorrer em 2 de Agosto de 2014 em Tóquio, Japão.
Krasimir Mladenov era esperado para enfrentar Elvis Mutapcic no evento, porém Mladenov se retirou da luta com uma lesão e foi substituído por Kelvin Tiller. Tiller era esperado para enfrentar Ronny Markes nesse evento, Cully Butterfield foi colocado para enfrentar Markes.